# Archiearides
Archiearides là một chi bướm đêm thuộc họ Geometridae.

## Các loài
- Archiearides fidonioides
- Archiearides pusilla